# Scintilla (film)
Pour plus de détails, voir Fiche technique et Distribution.
Scintilla (titre original : The Hybrid) est un film de science-fiction britannique à petit budget réalisé par Billy O'Brien, et sorti en 2014.

## Synopsis
Un commando de mercenaires est envoyé en U.R.S.S pour enquêter sur un bunker souterrain composé d'innombrables tunnels aboutissant à un laboratoire secret d'expérimentations. Les expérimentations mélangeant de l'ADN alien et humain ont donné pour résultat des créatures en apparence inoffensives nommées Goethe et Ali. Les mercenaires doivent s'infiltrer dans ce bunker souterrain sous haute protection armée et combattre des gardiens terrifiants avant de découvrir que les créatures mi-aliens, mi-humaines ne sont pas si inoffensives que cela...

## Fiche technique
- Titre : Scintilla
- Titre original : The Hybrid
- Réalisateur : Billy O'Brien
- Scénaristes : Rob Green - Billy O'Brien - G.P. Taylor - Steve Clark - Josh Golga
- Producteur : Lionel Hicks - Doug Abbott - John Wolstenholme
- Musique : Adrian Johnston
- Directeur de la photographie : Magni Agustsson
- Genre : Science-fiction
- Durée : 94 minutes

## Distribution
- John Lynch : Powell
- Morjana Alaoui : Healy
- Craig Conway : Mason
- Antonia Thomas : Steinmann
- Ned Dennehy : Harris
- Perri Hanson : Goethe
- Jumayn Hunter : Spencer
- Edward Dogliani : Corry
- Beth Winslet : Irvine
- Sophia Hatfield : Ali
- Chris Ellis Stanton : Williams
- Aiste Gramontaite : fille à la moto